# 국경경비대
국경경비대(國境警備隊) 또는 국경수비대(國境守備隊)는 국경에서 경비하는 조직을 의미한다. 주로 군대와 경찰에 소속되어 있다.

## 일본의 국경경비대
일본은 과거 제2차 세계 대전이전까지는 한반도와 사할린에도 국경경비대가 배치되어 있었다.
일본은 사방이 바다로 둘러싸여 있으며, 육상의 "국경선"는 존재하지 않는다. 따라서 현대 일본에서 국경경비대라고 일컬여지는 조직은 없으며, 국경의 경비는 해상보안청에 의해 이루어지고 있다. 입국 심사와 관세에 관한 업무는 출입국 재류관리청과 세관이 담당하고 있다. 미나미토리섬 등의 낙도에서는 자위대가 국경 경비를 하고 있다.

## 비슷한 예
- 해안경비대

## 같이 보기
- 해안경비대
- 국경검문소